# Poritia chimara
Poritia chimara är en fjärilsart som beskrevs av Hans Fruhstorfer 1919. Poritia chimara ingår i släktet Poritia och familjen juvelvingar. Inga underarter finns listade i Catalogue of Life.